# Antoine Christophe Merlin

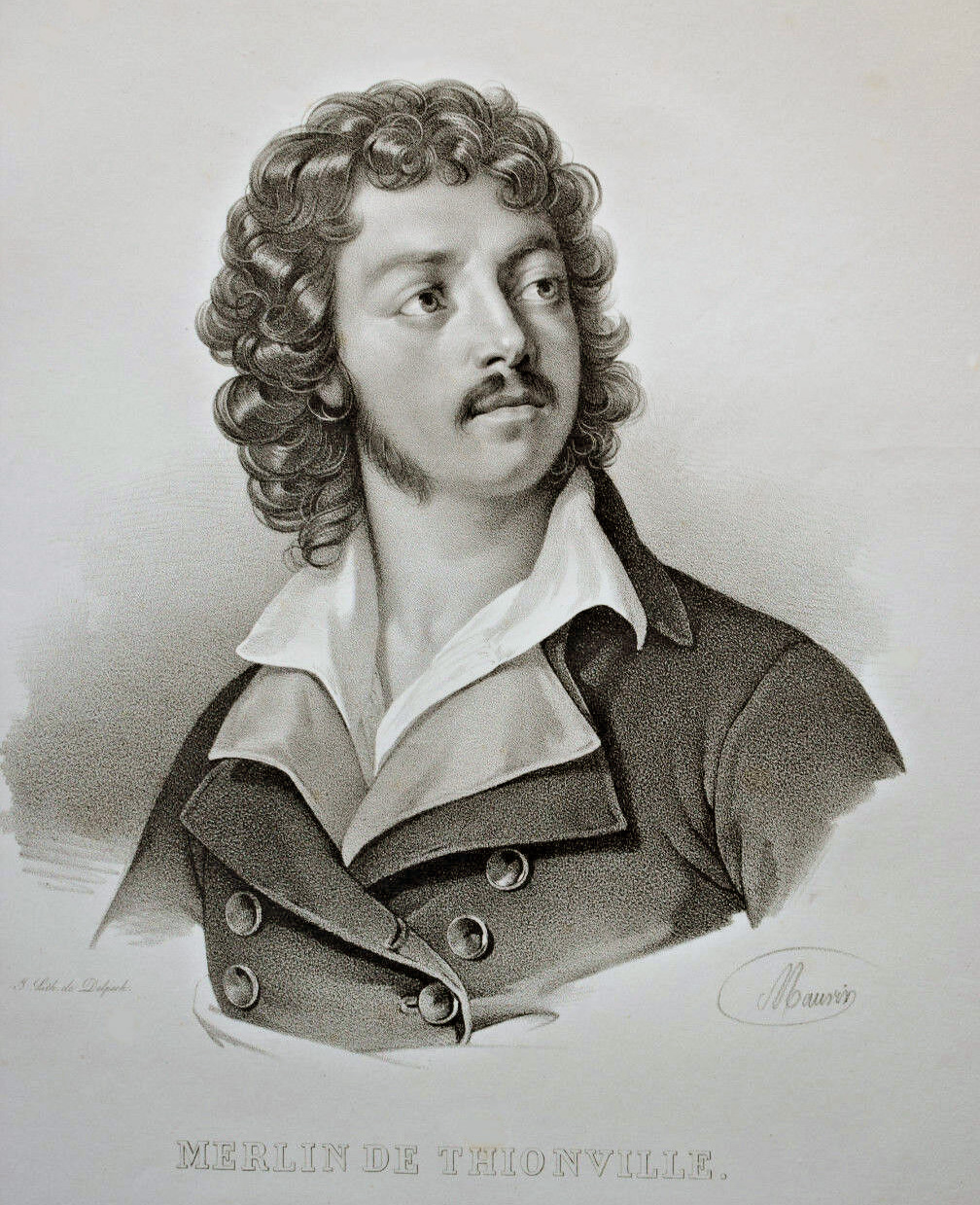
Antoine Merlin de Thionville

Antoine Christophe Merlin, bijgenaamd Merlin de Thionville (Thionville, 13 september 1762  – Parijs, 14 september 1833) was een belangrijke persoonlijkheid ten tijde van de Franse Revolutie.
Bij het uitbreken van de revolutie - wier basisideeën door Merlin zeer positief werden onthaald - was hij gerechtsdeurwaarder in Thionville. In 1791 werd hij afgevaardigde voor het departement Moselle in de Wetgevende Vergadering, waar hij zeer linkse standpunten innam.
Hij stelde de confiscatie van emigrantengoederen voor, alsook de deportatie van geestelijken die de eed van "verburgerlijking van de clerus" weigerden af te leggen. Hij had een belangrijk aandeel in de Bestorming van de Tuilerieën (10 augustus 1792). Hij werd als vertegenwoordiger van de stad Parijs verkozen in de Nationale Conventie en had ook hier linkse standpunten: zo stemde hij voor de dood van koning Lodewijk XVI.
Als commissaris bij het leger van generaal Custine vertoonde hij opmerkelijke moed bij het Beleg van Mainz (1793) in de strijd tegen Pruisen. 
Op 9 Thermidor 1794 steunde hij de aanval op de partij van Maximilien de Robespierre en was na de val van het Schrikbewind een van de tien Conventiecommissarissen.
Als voorzitter van de Conventie vervolgde hij de jakobieten zoals vroeger de feuillants. 
Daarna trok hij als adjudant van generaal Pichegru mee met het Rijnleger en nam de vesting Luxemburg in naam van de republiek in bezit. Tegenover gevangengenomen emigranten toonde hij zich mild.
Bij de invoering van de Grondwet van het jaar III werd hij in de Raad van Vijfhonderd verkozen maar stelde zich nu gematigd op. Na de neerlegging van dit mandaat werd hij in 1798 administrateur-generaal van de Post. Omdat hij tegen het levenslang consulaat van Napoleon I stemde, moest hij dit ambt verlaten. Hij trok zich terug op een landgoed in Picardië.